# Paris Berelc
Paris Berelc (Milwaukee, 1998. december 29. –) amerikai színésznő, modell.
Legismertebb alakítása Skylar Storm, elsőként a Szuperdokik (2013–15) című sorozatban alakította, ezt követte a Laborpatkányok: Az elit csapat (2016). Feltűnt az Alexa & Katie című sorozatban is.

## Élete és pályafutása
Berelc félig filippínó származású. A Ford Models kilenc évesen fedezte fel. Szerepelt a Kohl's, a Boston Store, a Sears és a K-mart hirdetéseiben. 2009-ben az American Girl magazin címlapján szerepelt. 2010-ben tizenkét éves korában a Chicago Acting Studio-ban tanulta az első színészi óráját. Két évvel később Berelc szülei úgy döntöttek, hogy Los Angelesbe viszik, hogy megpróbálja profi színészetet. Profi színészi karrierjét 2013-ban kezdte, tizennégy éves korában.
2013-tól Berelc Skylar Storm szerepét játszotta a Disney XD akció sorozatában a Szuperdokikban. 2015-ben Berelc Mollyt alakította a Disney Channel-es, A láthatatlan tesó című filmben. Ugyanebben az évben a Szuperdokik véget ért, de Berelc továbbra is Skylar Stormot játszotta a Laborpatkányok: Az elit csapat sorozatában, amely 2016. március 2-án mutatták be.
2017 áprilisában Berelc Alexa szerepét kapott az Alexa & Katie című, Netflix-es sorozatban, amelynek premierje 2018. március 23-án volt. 2019-ben a Netflix A magas lány című filmjében szerepelt, mint Liz.

## Filmográfia

### Film
| Év   | Magyar cím              | Eredeti cím      | Szerep         | Magyar hang       |
| ---- | ----------------------- | ---------------- | -------------- | ----------------- |
| 2022 | Bosszúra készen         | Do Revenge       | Meghan Perez   | Kardos Eszter     |
| 2022 |                         | 1Up              | Vivian         |                   |
| 2020 | Hubie, a halloween hőse | Hubie Halloween  | Megan          | Pekár Adrienn     |
| 2019 | A magas lány            | Tall Girl        | Liz            | Tamási Nikolett   |
| 2019 |                         | Confessional     | June           |                   |
| 2018 |                         | #SquadGoals      | Brittany Gomez |                   |
| 2015 | A láthatatlan tesó      | Invisible Sister | Molly          | Andrusko Marcella |

### Televízió
| Év        | Magyar cím                     | Eredeti cím            | Szerep        | Megjegyzések                                                              |
| --------- | ------------------------------ | ---------------------- | ------------- | ------------------------------------------------------------------------- |
| 2019      | Cukorláz                       | Sugar Rush             | Önmaga        | 1 epizód: Science of Sweets                                               |
| 2018      | A Thunderman család            | The Thundermans        | Színész Phobe | 1 epizód: Már csak egy kell                                               |
| 2018–2020 | Alexa & Katie                  | Alexa & Katie          | Alexa         | főszereplő magyar hangja Koller Virág (1-2. évad), Boldog Emese (3. évad) |
| 2016      |                                | WTH: Welcome to Howler | Sofia         | mellékszereplő                                                            |
| 2016      | Laborpatkányok: Az elit csapat | Lab Rats: Elite Force  | Skylar Storm  | főszereplő magyar hangja Andrusko Marcella                                |
| 2014      |                                | Just Kidding           | önmaga        | 2 epizód                                                                  |
| 2013–2015 | Szuperdokik                    | Mighty Med             | Skylar Storm  | főszereplő magyar hangja Andrusko Marcella                                |